# Loveeeeeee Song
«Loveeeeeee Song» — четвертий сингл сьомого студійного альбому барбадосько-американської поп-співачки Ріанни — «Unapologetic». Сингл вийшов 3 квітня 2013.

## Список композицій
Цифрове завантаження
1. "Loveeeeeee Song" — 4:16

## Чарти
Тижневі чарти
| Чарт (2012-2013)                              | Позиція |
| --------------------------------------------- | ------- |
| Франція SNEP                                  | 110     |
| Велика Британія (R&B) Official Charts Company | 17      |
| США Billboard Hot 100                         | 55      |
| США Hot R&B/Hip-Hop Songs (Billboard)         | 14      |
| США Rhythmic (Billboard)                      | 27      |

## Продажі
| Країна     | Сертифікат (таблиця продажів та сертифікатів) | Продажі    |
| ---------- | --------------------------------------------- | ---------- |
| США (RIAA) | Платина                                       | +1,000,000 |